# Nattevagten (film)
 For alternative betydninger, se Nattevagten. (Se også artikler, som begynder med Nattevagten)
Nattevagten er en dansk gyserfilm fra 1994, skrevet og instrueret af Ole Bornedal.

## Medvirkende
- Nikolaj Coster-Waldau (Martin)
- Kim Bodnia (Jens)
- Sofie Gråbøl (Kalinka)
- Ulf Pilgaard (Peter Wörmer)
- Rikke Louise Andersson (Joyce)
- Gyrd Løfqvist (Den gamle nattevagt)
- Niels Anders Thorn (Lægen)
- Lotte Andersen (Lotte)
- Stig Hoffmeyer (Rolf)
- Ulrich Thomsen (Bølle)
- Peter Rygaard (Tjener)
- Michel Castenholt (Mand i lejlighed)

## Priser
Filmen har modtaget flere priser, alle i 1995, blandt andet:
- Bodil for bedste kvindelige birolle (Rikke Louise Andersson)
- Robert for:
  - Årets klipning (Camilla Skousen)
  - Årets danske spillefilm
  - Årets make-up (Kim Olsson)
  - Årets mandlige birolle (Kim Bodnia)
  - Årets kvindelige birolle (Rikke Louise Andersson)

## Modtagelse
Nattevagten vakte stor opsigt ved sin premiere, da dansk filmhistorie ikke ligefrem er fyldt med gysere. Oven i købet var Ole Bornedals film ret vellykket, og den vakte så meget opmærksomhed, at Bornedal blev hentet til Hollywood for at lave en amerikansk version af filmen med stjerner som Nick Nolte, Patricia Arquette og Ewan McGregor. Denne udgave med titlen Nightwatch blev dog aldrig noget stort internationalt hit.
Filmen påvirkede antallet af danske organ-testamenter til Medicinsk Anatomisk Institut på Panum Instituttet. I maj 1997 havde over 100 personer trukket deres organ-testamente tilbage.
Professor Morten Møller beklagede stærkt filmens forvrængede billede af læger, studerende og forskeres behandling af legemsdele, og han udtalte til BT:
| „ | Nattenvagten har bestemt ikke virket positivt for os. Jeg ved ikke, hvad folk forestiller sig. At vi skulle være seksuelt interesserede i de døde og få lyst til at lægge os op på briksen til dem? En vanvittig fantasi, som ikke har det mindste hold i virkeligheden. | “ |